# Rohullah Nikpai
Rohullah Nikpai, né le 15 juin 1987 à Kaboul, est un taekwondoïste afghan qui combat dans la catégorie des moins de 58 kg.
Médaillé de bronze aux Jeux de 2008 et 2012, il est l'unique médaillé olympique afghan.

## Carrière
Nikpai ne figure pas parmi les 32 meilleurs combattants de sa catégorie lors des championnats du monde de 2007, mais termine troisième des Jeux asiatiques en 2008. Il se qualifie ensuite pour les Jeux. À la surprise générale, il bat d’abord le champion d’Europe, l’Allemand Levent Tuncat en huitièmes de finale, puis le double champion du monde, l’Espagnol Juan Antonio Ramos pour conquérir un bronze historique, la première médaille de toute l’histoire du sport afghan, qui n’avait envoyé jusqu’ici que 4 athlètes en tout et pour tout aux JO. Il faut remonter aux Jeux de Tokyo en 1964 pour trouver ce qui était jusqu'alors la meilleure performance olympique afghane, une cinquième place en lutte.

## Palmarès

### Jeux olympiques
- Jeux olympiques de 2008 à Pékin (Chine) 
  -  Médaille de bronze en moins de 58 kg.
- Jeux olympiques de 2012 à Londres (Royaume-Uni) 
  -  Médaille de bronze en moins de 68 kg.

### Championnats du monde de taekwondo
- Championnats du monde de taekwondo 2011 à Gyeongju (Corée du Sud)
  -  Médaille de bronze en moins de 68 kg.

### Championnats d'Asie de taekwondo
- Championnats d'Asie de taekwondo 2008 à Luoyang (Chine) 
  -  Médaille de bronze en moins de 58 kg.